# Paul Sonntag
Paul Sonntag (* 10. Februar 1890 in Leipzig; † 20. April 1945 im Zuchthaus Brandenburg-Görden) war ein deutscher Buchdrucker und ein Opfer der NS-Kriegsjustiz.

## Leben und Tätigkeit
Sonntag erlernte das Buchdruckerhandwerk. Nach der Teilnahme am Ersten Weltkrieg, in dem er an der Westfront zum Einsatz kam und mit dem Eisernen Kreuz 2. Klasse ausgezeichnet wurde, kehrte er in seinen Beruf zurück. Bis 1923 war Sonntag politisch in der SPD organisiert, 1931 trat er der KPD bei.
Nach dem Machtantritt der Nationalsozialisten wurde Sonntag 1933 mehrere Wochen in Schutzhaft genommen. Das Oberlandesgericht Hamburg verurteilte ihn wegen Vorbereitung zum Hochverrat zu einer zweijährigen Gefängnisstrafe. Nach seiner Freilassung arbeitete er als Vertreter für Staubsauger. 1937 kam er nach Frankfurt. Eine dort erfolgte abermalige Verhaftung verlief glimpflich: Das Verfahren wurde eingestellt, so dass er das Frankfurter Polizeigefängnis wieder verlassen konnte. Er fand anschließend eine Anstellung bei der Bauerschen Gießerei in Bockenheim.
Im Juli 1942 wurde Sonntag erneut in Schutzhaft genommen. Begründet wurde diese Maßnahme mit dem Vorwurf, seit 1940 ausländische Radiosender abgehört zu haben und die von diesen verbreiteten Nachrichten mit seinen Arbeitskollegen Paul Janke und Josef Funk erörtert zu haben. Außerdem habe die Gruppe politische Gespräche mit dem jüdischen Ehepaar Kahn geführt. Ferner hätten die drei Wehrmachtsangehörigen gegenüber bekundet, dass Deutschland den Krieg wohl verlieren würde und dass dies die Gelegenheit für einen Umschwung wäre.
1944 wurde Sonntag ins Gefängnis Potsdam verlegt. Er wurde zusammen mit Janke und Funk vor dem Volksgerichtshof unter dem Vorwurf, Vorbereitung zum Hochverrat und Wehrkraftzersetzung begangen zu haben, vor dem 2. Senat des Volksgerichtshofes unter Vorsitz von Koehler angeklagt. Im Urteil vom 21. Februar 1945 wurde er für schuldig befunden und zum Tode verurteilt. Die Hinrichtung wurde am 20. April 1945 im Gefängnis Brandenburg-Görden vollstreckt.
Sonntag war verheiratet mit Gertrud Köhler und hatte einen Sohn (* 1939).
Heute erinnert ein Stolperstein vor Sonntags ehemaligen Wohnhaus in der Robert-Mayer-Straße 48 in Frankfurt an sein Schicksal.